# Niet-Joodse slachtoffers van het naziregime
De niet-Joodse slachtoffers van het naziregime zijn de slachtoffers van de nazi's gedurende de Tweede Wereldoorlog die niet bepaald vermoord zijn om hun Joodse afkomst. Aangezien nazi-Duitsland een sterk xenofobisch karakter had zijn veel mensen ten prooi gevallen aan zuiveringen. Er waren volgens Hitler velen die vervolgd of zelfs vernietigd moesten worden: Esperantisten, gehandicapten en geesteszieken, homoseksuelen, Jehovah's Getuigen (en Vrije Bijbelonderzoekers), politieke tegenstanders, de Slavische volkeren, vrijmetselaars en zigeuners. Zij kwamen samen met Joden als Untermenschen om in vernietigingskampen en/of gaskamers van de Holocaust.
| Groep                   | Slachtoffers        | Bron  |
| ----------------------- | ------------------- | ----- |
| Etnische Russen/Sovjets | 2 à 3 miljoen       | [ 1 ] |
| Etnische Polen          | 1,8 à 2 miljoen     | [ 2 ] |
| Roma/Sinti (zigeuners)  | 220.000 à 1.500.000 | [ 3 ] |
| Gehandicapten           | 200.000 à 250.000   | [ 4 ] |
| Vrijmetselaars          | 80.000 à 200.000    | [ 5 ] |
| Homoseksuelen           | 5.000 à 15.000      | [ 6 ] |
| Spaanse republikeinen   | 7.000               | [ 7 ] |
| Jehova's getuigen       | 1.500 à 2.000       | [ 8 ] |

## Homoseksuelen

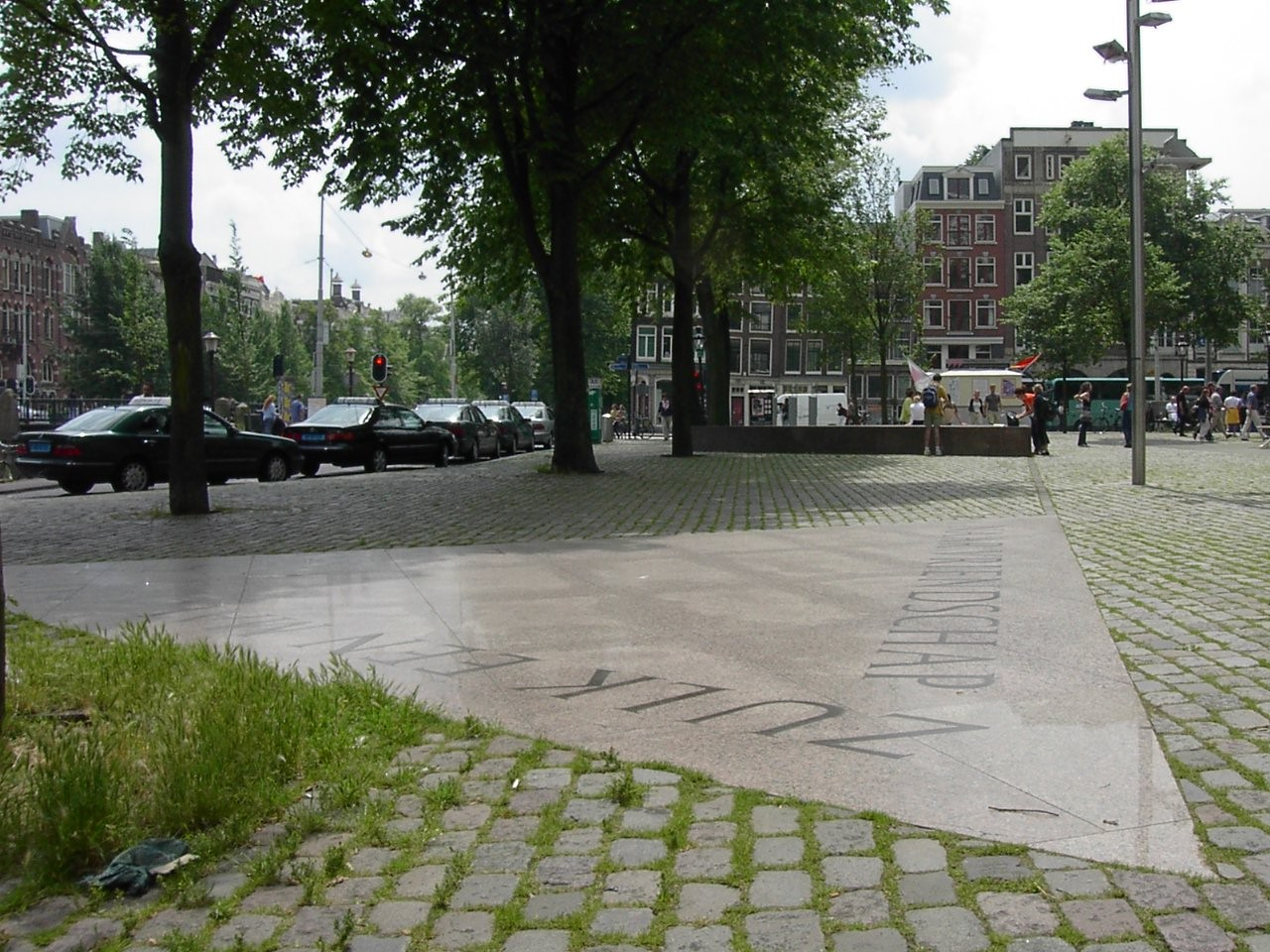
Het Homomonument in Amsterdam, ter nagedachtenis aan de in de Tweede Wereldoorlog vervolgde homoseksuelen

In de Tweede Wereldoorlog hebben de nazi's tussen de vijf- en vijftienduizend homoseksuelen naar concentratiekampen gestuurd. Het uitgangspunt van de nazi's was een gezond "volkskarakter". Een criminele daad was niet nodig om de veroordeling te verwezenlijken. In 1936 verbood Heinrich Himmler homoseksualiteit, omdat die tegen een gezonde Germaanse geest indruiste. De Gestapo arresteerde mensen in homogelegenheden en ging hun sociale contacten na voor verdere aanhoudingen. Ook ledenadministraties van homobladen en dergelijke werden gebruikt.
In eerste instantie werden homo's veroordeeld tot rehabilitatie. In de kampen droegen zij eerst een gele band, later een roze driehoek. Honderden slachtoffers werden bij gerechtelijk bevel gecastreerd. Ook werden zij misbruikt in hormoonexperimenten door kampartsen.

## Roma en Sinti

Voorbeeld van een ruwe procentuele schatting van Holocaustdoden volgens een brede definitie met inbegrip van niet-Joden, zoals Roma, Slaven, Sovjet-krijgsgevangenen en politieke tegenstanders (klik voor meer details).

De Porajmos is de vervolging van Roma en Sinti tijdens de Tweede Wereldoorlog.
Het woord dat Roma en Sinti gebruiken is Porajmos of Porrajmos, hetgeen ongeveer 'de verslinding' betekent. Deze reeds eerder door de Roma gebruikte term werd begin 1990 in de wetenschappelijke literatuur geïntroduceerd door Romawetenschapper Ian Hancock. Een ander Romawoord dat voor de genocide wordt gebruikt is Samudaripen, massamoord.
De Roma en Sinti waren net als de Joden een van de groepen waarop de agressie van de nazi's zich richtte. Volgens de nazi's waren de Roma asociaal, crimineel en waren zij als niet-Ariërs ongewenst. Dit bleek al in nazi-Duitsland in 1936, toen naast de Joden ook de Roma het stemrecht verloren, en huwelijken tussen Ariërs en Roma verboden waren. In 1942 ving met Aktion Reinhard de grootschalige vernietiging van de Roma en andere zigeunervolkeren aan.
De Sinti en Lalleri, twee stammen die van oudsher door Duitsland trokken, werden door Heinrich Himmler als raszuiver beschouwd. Niettemin werden ook zij doelwit van vervolging.
Het onderwerp is nog steeds een slecht onderzocht fenomeen, zeker in vergelijking met de vervolging van de Joden in de Tweede Wereldoorlog. Het analfabetisme onder hen en de heersende vooroordelen worden als oorzaak genoemd. Omdat de Roma in vergelijking met de Joden veel slechter georganiseerd waren, en er in veel landen voor de Tweede Wereldoorlog geen registratie van de Roma was, is onbekend hoeveel er zijn omgekomen. Schattingen lopen uiteen van 200.000 tot 2.000.000. Als betrouwbaarste schatting wordt een aantal tussen 400.000 en 500.000 genoemd.

## Gehandicapten
Ons vertrekpunt is niet het individu: we voeden niet de hongerigen, laven niet de dorstigen, kleden niet de naakten. Voor ons voortbestaan hebben we gezonde mensen nodig.— Joseph Goebbels, 1938.

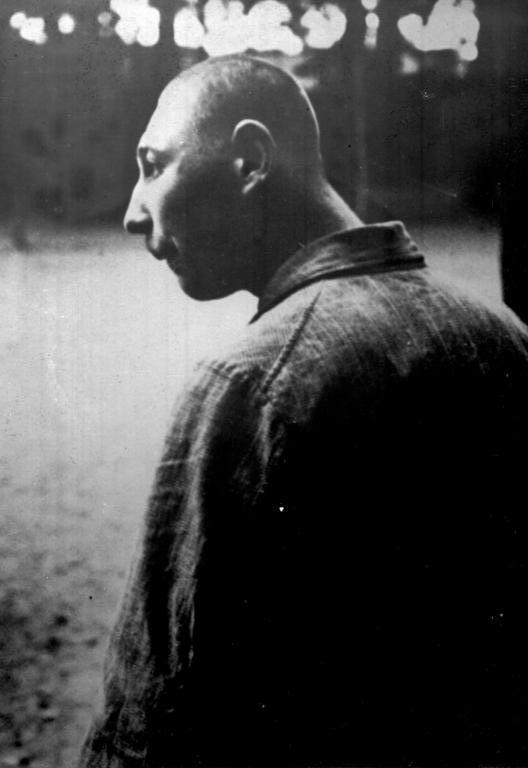
Duitse verstandelijk gehandicapte arrestant

Aktion T4 was een in 1939 opgezet programma om lichamelijk of verstandelijk gehandicapte Duitsers en Oostenrijkers om te brengen of te steriliseren. Het programma was vernoemd naar het adres aan de Tiergartenstraße 4 in Berlijn van de Gemeinnützige Stiftung für Heil und Anstaltspflege ("Stichting tot Nut van het Algemeen tot Voorspoed en Inrichtingsverzorging"), geleid door Philipp Bouhler en Karl Brandt. Brandt werd tijdens de Processen van Neurenberg veroordeeld en in 1948 opgehangen in Landsberg. Bij dit proces werd ook de Code van Neurenberg opgesteld om dergelijke praktijken in de toekomst te voorkomen.
Tussen 1931 en 1941 werden 80.000 tot 100.000 verstandelijk gehandicapten in instituten omgebracht. Onder hen waren 5000 kinderen en 1000 Joden. 300.000 van hen werden gesteriliseerd. In totaal werden meer dan 200.000 geesteszieken vermoord.

## Politieke tegenstanders

Het merkteken van politiek gevangenen in kampen

Verzetslieden, Spaanse republikeinen, leden van een vakvereniging, communisten en socialisten werden als eersten gezien als staatsvijandig en zodoende naar concentratiekampen gestuurd. Oorspronkelijk was concentratiekamp Dachau voor hen gesticht, omdat Hitler hen zag als onderdeel van het Joodsgestuurd bolsjewisme. Duizenden Spaanse republikeinen waren naar Frankrijk gevlucht na de overwinning van Franco in de Spaanse Burgeroorlog (april 1939), maar toen de Duitsers in mei/juni 1940 Frankrijk veroverden, werden zij alsnog gevangengenomen. In concentratiekamp Mauthausen kwamen ongeveer 7.000 van hen om het leven of werden vermoord.
Hitler zag de linkerflank van de politiek, de sociaaldemocratie, eveneens als vijandig. Veel Joden waren hierin actief. De politieke dissidenten, zoals de nazi's hen zagen, werden in gevangenschap lichtelijk bevoordeeld vanwege hun raszuiverheid. Bij annexatie van nieuwe gebieden door het Derde Rijk waren de politieke activisten altijd de eersten die gedeporteerd werden.

## Vrijmetselaars
In Mein Kampf schreef Hitler ook over de vrijmetselarij. Vrijmetselaars zouden gemeen hebben met de Joden dat bij hen het instinct om te overleven, een natuurlijk instinct van mensen, ontbrak. Vrijmetselaars werden gezien als politieke dissidenten en zij werden verbannen naar concentratiekampen alwaar zij de rode driehoek van de politieke gevangenen moesten dragen. Tussen de 80.000 en de 200.000 van hen werden omgebracht. Over dit aantal bestaat geen consensus, omdat veel vrijmetselaars ook tot het Joodse volk en diverse politiek subversieve organisaties behoorden in de ogen van de Duitsers.

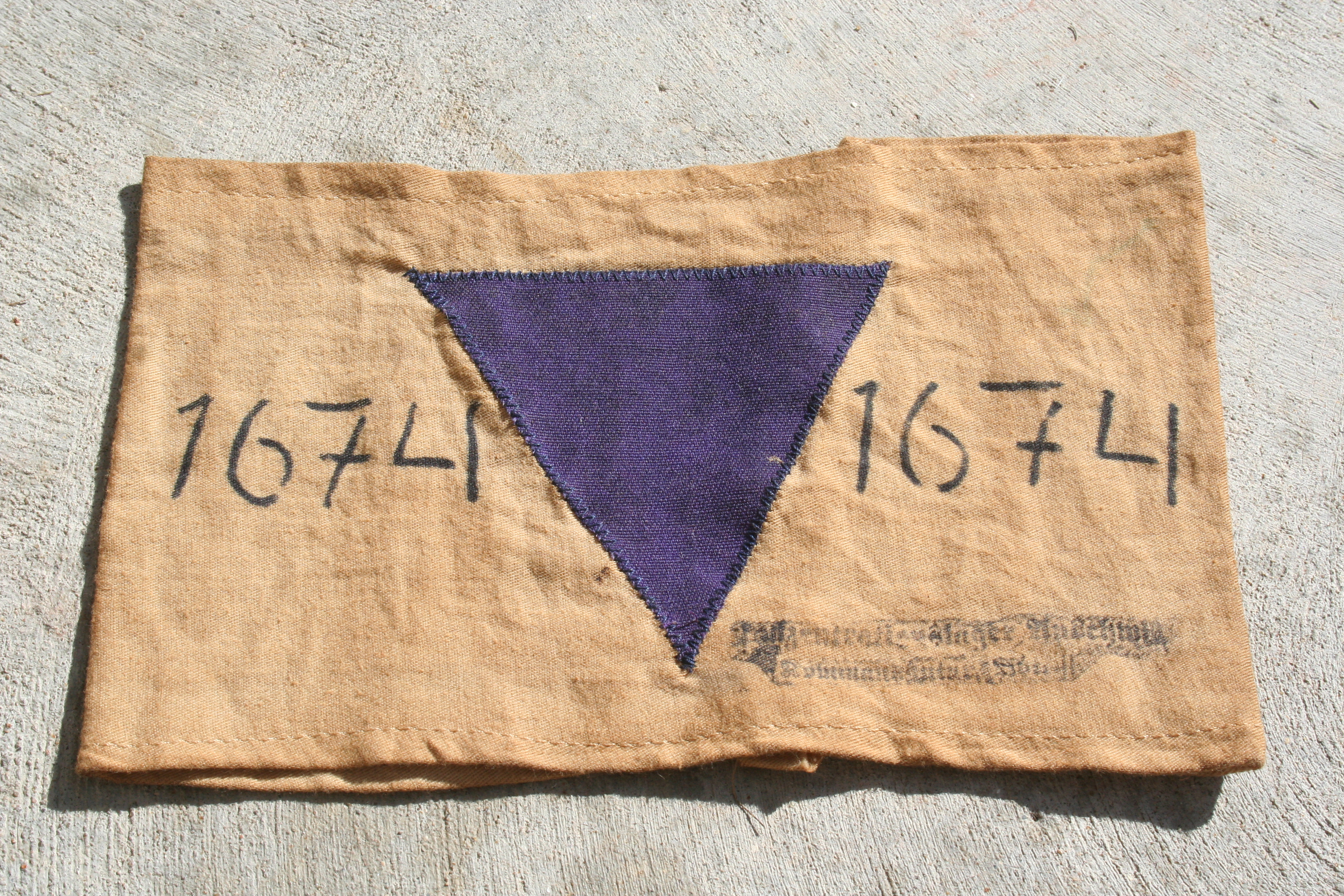
Paarse driehoek

## Jehova's getuigen en Vrije Bijbelonderzoekers
Ongeveer 11.300 leden van de Vrije Bijbelonderzoekers en Jehova's getuigen werden door de Duitsers geïnterneerd. Deze bewegingen waren gebaseerd op het gedachtegoed van Charles Taze Russell, een verklaard Zionist. Hoewel de toenmalige leider van de Jehova's getuigen, Joseph Franklin Rutherford, er alles aan deed van dit stempel af te komen, mochten zijn inspanningen niet baten. Zij kregen een paarse driehoek als herkenningsteken op hun kampkleding. In zijn totaliteit werden 6.019 Jehova's getuigen gearresteerd gedurende het bewind van het Derde Rijk. Zij die dit wilden, konden, net als 'genezen' homoseksuelen, weer in vrijheid worden gesteld. Tot 1938 hadden 516 Jehova's getuigen gebruikgemaakt van deze regeling, door de akte van verloochening te tekenen en werden ook daadwerkelijk vrijgelaten; over het aantal tot aan het einde van de Tweede Wereldoorlog zijn geen exacte gegevens beschikbaar. Naar schatting 1500 tot 2000 Jehova's getuigen vonden de dood, nadat zij hadden aangegeven geen afstand te willen doen van hun overtuiging.

## Esperantisten
In 1936 verbood Heinrich Himmler het gebruik van het Esperanto in het gehele Derde Rijk. Dit hing samen met de botsing tussen de Esperantocultuur, ook symbool voor gelijke talenrechten, en het gedachtegoed uit Mein Kampf. Tot de eerste slachtoffers van het naziregime behoorden niet alleen leden van de familie Zamenhof, maar ook veel Esperantisten met een andere nationaliteit dan de Poolse, van wie sommigen vermoedelijk op de eerste plaats omdat ze activisten waren voor het Esperanto. Anderen werden niet vermoord maar behoorden tot een weliswaar klein maar toch zorgvuldig gemonitorde groep 'anti-Reich'-elementen. In het boek Mein Kampf staat dat elk volk alles moet doen om de eigenheid van het volkskarakter gezond en wel te behouden. De Esperantocultuur als transnationale cultuur, wil juist de volkseigenheid overstijgen en ziet haar taal als middel daartoe.

## Slavische volkeren
Om het Lebensraum voor de Duitsers te vergroten, wilde Hitler de Slavische volkeren elimineren. Dit plan moest 25 à 30 jaar in beslag nemen, om het Duitse volk een groot trauma te besparen.

### Etnische Polen

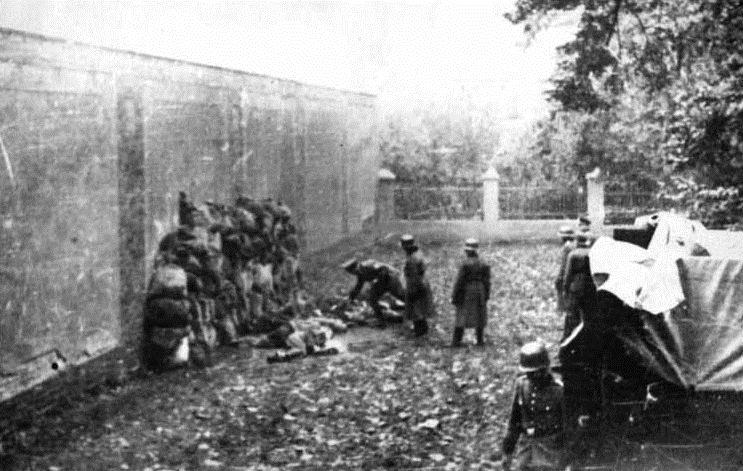
Executie van Polen door het Einsatzkommando, oktober 1939

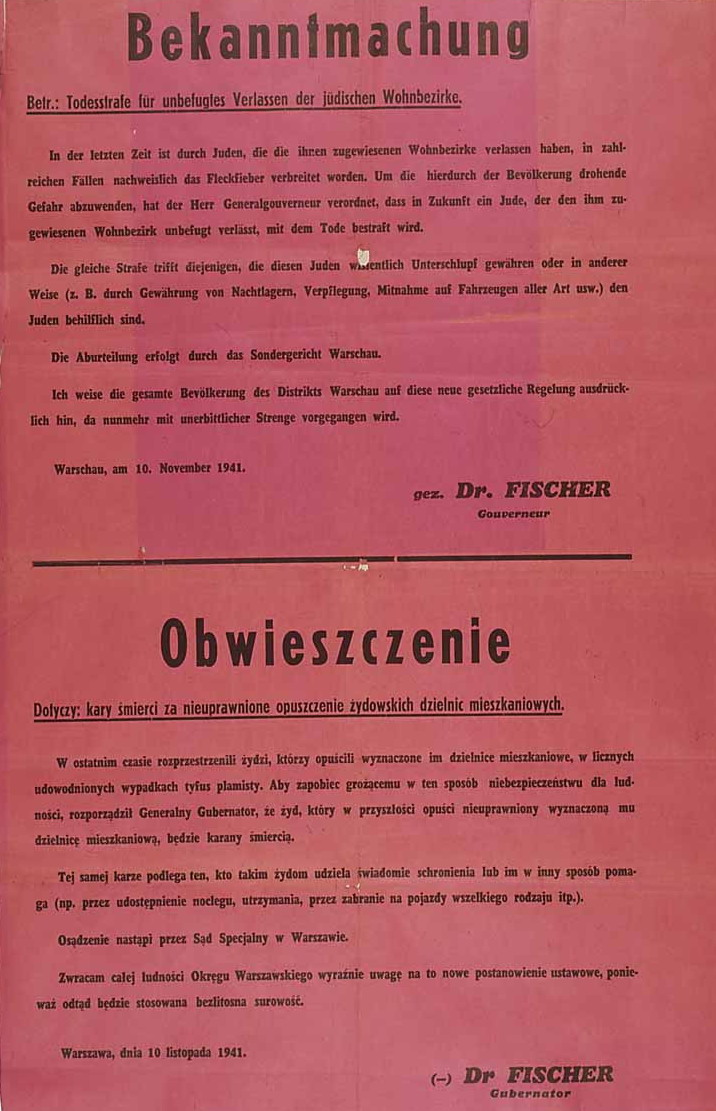
Aankondiging van de doodstraf voor Polen die Joden hielpen

Duitse hoge functionarissen kondigden in november 1939 het plan af het Poolse volk te vernietigen. Alle Polen dienden te verdwijnen, zodat het gewonnen land kon worden gekoloniseerd door de Duitsers. Rond 1952 zouden er tussen de 3 à 4 miljoen Polen mogen overblijven, die de Duitse natie en haar volk konden dienen. Het was hun verboden een huwelijk te sluiten, gebruik te maken van medische hulp, en uiteindelijk zouden zij "verdwijnen". Op 22 augustus 1939 gaf Hitler al het bevel etnische Polen en Poolssprekenden zonder genade te executeren, mannen, vrouwen en kinderen. Alleen op die wijze zag hij kans het Lebensraum te vergroten.
De genocide op de Polen kon volgens de Duitsers niet op even grote schaal worden uitgevoerd in korte tijd, omdat dit een te grote last zou zijn voor het Duitse volk. Bovendien zouden omringende landen hiervoor geen begrip op kunnen brengen. In de oorlog zijn er tussen de 1,8 en 2,1 miljoen Slaven uit Oekraïne, Polen en Wit-Rusland omgekomen onder wie circa 80% etnische Polen. 200.000 van hen kwamen om in concentratiekampen. Daarnaast verhoogden de Duitsers het sterftecijfer door ontzegging van medische hulp, gebrek aan geboden hygiëne, enzovoorts. Het totaal aantal Polen dat omkwam betreft 5,1 miljoen. Dat is 90% c.q. 3,1 miljoen Poolse Joden en 2 miljoen niet-Joodse slachtoffers; 6% van de bevolking. Meer dan 90% van het aantal slachtoffers betreft burgerdoden.

### Slaven
In Wit-Rusland brandde Duitsland 9.000 dorpen af en de Duitsers deporteerden 380.000 gevangenen naar werkkampen en vermoordden er honderdduizenden. Meer dan 600 dorpen werden met bewoners en al platgebrand, zoals Chatyn. 5.295 Wit-Russische plaatsen werden vernietigd en alle inwoners werden gedood. Gedurende de drie jaren van bezetting vielen er 2.230.000 slachtoffers (24% van de bevolking). Slechts 370.000 slachtoffers waren militair, de rest betreft burgerdoden. 245.000 slachtoffers vielen er vanwege hun Joodse afkomst.

### Sovjets
Tussen juni 1941 en mei 1945 overleden er tussen de 2 en 3 miljoen Sovjets, veelal gedurende het eerste jaar van de gevangenschap. De meest voorkomende doodsoorzaken waren ondervoeding, mishandeling en de doodstraf. Andere bronnen melden 3,5 miljoen doden tussen 1941 en 1942. Een half miljoen overleed aan slavernij in concentratiekampen.